# Rokkasho
Завод переработки ядерного топлива Роккасё, The Rokkasho Nuclear Fuel Reprocessing Facility (六ヶ所村核燃料再処理施設, Rokkasho Kakunenryō Saishori Shisetsu) — завод по переработке ядерных материалов с годовой мощностью 800 тонн урана или 8 тонн плутония. Принадлежит компании Japan Nuclear Fuel Limited (JNFL) и является частью комплекса Роккасё, расположенного в деревне Роккасё на северо-востоке префектуры Аомори, на тихоокеанском побережье самой северной части главного японского острова Хонсю.

## История проекта

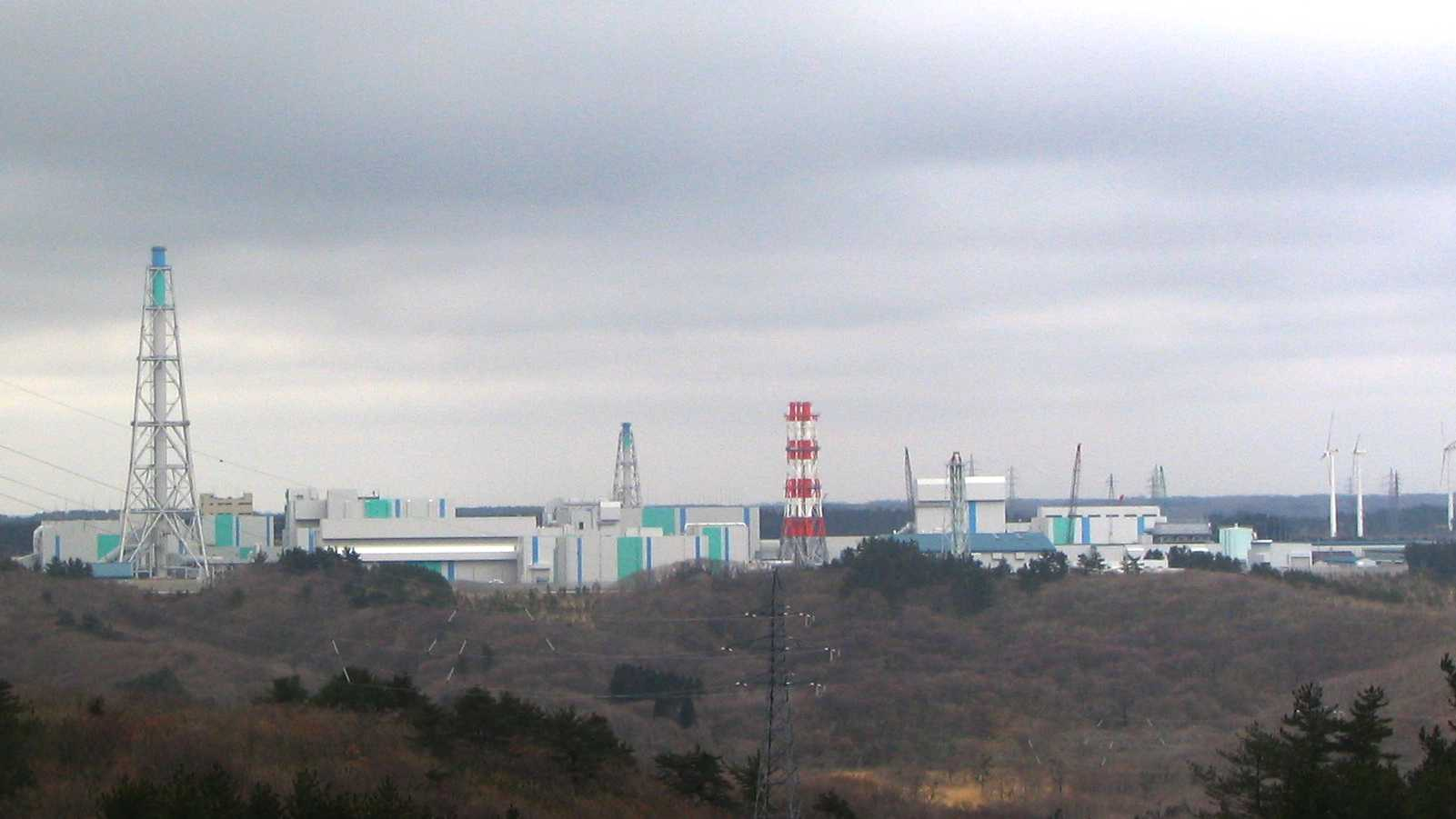
Завод Роккасё

Строительство завода началось в 1993 году, и первоначально предполагалось, что оно будет завершено в 1997 году, но к 2017 году дата завершения переносилась 23 раза.
По данным JNFL, строительство и испытания объекта были завершены в 2013 г., и объект должен был начать работу в октябре 2013 г .; однако запуск производства был отложен из-за новых правил безопасности. В декабре 2013 года JNFL объявила, что завод будет готов к работе в октябре 2014 года. В 2015 году запуск завода по переработке снова был отложен, на этот раз до сентября 2018 года.
В декабре 2017 года дата завершения была перенесена еще на три года, на 2021 год, чтобы реализовать повышенные меры безопасности на заводе по переработке и заводе по изготовлению МОХ-топлива для соответствия новым стандартам безопасности, принятым после Фукусимской катастрофы.
Задержки запуска привели к износу многих частей производственного оборудования, а закрытие неудачного реактора на быстрых нейтронах в Мондзю в 2016 году снизило потребность в мощностях переработки ядерного топлива.
В августе 2018 г. в производственном оборудовании завода были обнаружены новые проржавевшие трубы.
В 2018 году Японская комиссия по атомной энергии обновила руководящие принципы по плутонию, чтобы попытаться сократить запасы плутония, оговорив, что Роккасё должен производить только то количество плутония, которое требуется для смешанного оксидного топлива для японских атомных электростанций.
В 2020 году срок завершения строительства снова был перенесен на 2022 год для принятия дополнительных мер безопасности, включая строительство еще одной градирни. Ожидается, что завод по производству МОКС-топлива будет введен в эксплуатацию в 2024 году. По состоянию на 2021 год план эксплуатации на 2024 год еще не определен.

## Описание
Завод в Роккасё был запущен взамен меньшего по масштабу завода по переработке, расположенного в Токай, Ибараки в центральной Японии, который прекратил работу в 2007 году.
Комплекс сооружений Роккасё включает в себя:
- Установку для мониторинга ядерных отходов высокого уровня активности
- Завод по производству МОКС-топлива
- Завод по обогащению урана[13][14]
- Полигон низкоактивных отходов

В 2010 году комплекс Роккасё состоял из 38 зданий общей площадью 3 800 000 м2. Испытания на стеклование завершены в ноябре 2007 г. Они заключаются в заливке высокоактивных сухих отходов вместе с расплавленным стеклом в стальные канистры.
По состоянию на 2018 год более трети из 10 метрических тонн плутония, хранящегося внутри Японии, хранится в Роккасё.

## Экономика проекта
С 1993 года в проект было инвестировано 20 миллиардов долларов США, что почти в три раза превышает первоначальную смету расходов . По оценке 2011 года, суммарная стоимость проекта составила 27,5 миллиардов долларов США.

## Протесты
В мае 2006 года музыкант Рюити Сакамото запустил международную кампанию по повышению осведомленности об опасностях перерабатывающего завода в Роккасё «Остановить Роккасё». Гринпис выступал против перерабатывающего завода в Роккасё в рамках кампании под названием «Крылья мира — больше не Хиросима-Нагасаки» с 2002 года и начал киберакции, чтобы остановить проект. Союз потребителей Японии вместе с 596 организациями и группами принял участие в параде 27 января 2008 г. в центре Токио против завода по переработке в Роккасё .
28 января 2008 года было собрано и передано правительству более 810 000 подписей. Представители протестующих, в которые входят ассоциации рыболовов, потребительские кооперативы и группы серфингистов, передали петицию в Кабинет министров и Министерство экономики, торговли и промышленности. К этим усилиям присоединились семь организаций потребителей: Союз потребителей Японии, Союз потребительских кооперативов Seikatsu Club, Daichi-o-Mamoru Kai, Союз кооперативов зеленых потребителей, Союз потребительских кооперативов «Кирари», Потребительский кооператив Мияги и Кооперативный союз Pal-system. «Эксперты, в том числе Франк фон Хиппель, физик-теоретик из Принстонского университета, призвали Японию прекратить переработку отработавшего топлива», — сообщает The Japan Times. Основное возражение против переработки — выделения плутония из отработавшего топлива энергетических реакторов — заключается в том, что плутоний может быть использован для изготовления ядерных бомб. Несмотря на заявления ядерной промышленности об обратном, его можно использовать для создания мощного ядерного оружия.
Завод, подобный Роккасё, может получать несколько тонн плутония в год . Для ядерного оружия требуется всего несколько килограммов.

## Землетрясение и цунами Тохоку 2011 г
В июне 2008 года несколько ученых заявили, что завод Роккасё расположен прямо над активным геологическим разломом, в районе которого возможно землетрясение силой 8 баллов. Но компания Japan Nuclear Fuel Limited заявила, что нет причин опасаться землетрясения магнитудой более 6,5 на этом объекте и что завод может выдержать землетрясение силой 6,9 балла.
После землетрясения в Тохоку (магнитудой 9,1 балла) в марте 2011 г. завод работал на аварийном электроснабжении, обеспечиваемом резервными дизельными генераторами. Аварийные генераторы не предназначались для длительного использования. По сообщениям, в настоящее время в Роккасё хранится около 3000 тонн высокорадиоактивного отработанного ядерного топлива. 13 марта японское радио сообщило об утечке 600 литров воды из бассейна выдержки Роккасё. По данным The New York Times, подача электроэнергии в сеть была восстановлена 14 марта 2011 г...
Афтершок 7 апреля снова вызвал отключение электроэнергии до следующего дня.